# Dolac (Bresztovác)
Dolac falu Horvátországban Pozsega-Szlavónia megyében. Közigazgatásilag Bresztováchoz tartozik.

## Fekvése
Pozsegától légvonalban 6, közúton 7 km-re nyugatra, községközpontjától 1 km-re délre, Szlavónia középső részén, a Pozsegai-hegység északi lábánál fekszik.

## Története
A határában található régészeti lelőhelyek leleteinek tanúsága szerint itt már a történelem előtti időben is éltek emberek. A lelőhelyek közül különösen gazdagok a Šašnice-Katunišće régészeti övezet leletei, ahol a történelem előtti időkből származó kőszekercék, kőszerszámok, köztük mikrolitok és számos cseréptöredék került elő. A római kort szintén cseréptöredékek, építőanyagok és egy mérföldkő képviseli. A középkor legjelentősebb leletei a 9. századi temetőből kerültek elő, ahol 1821-ben aranytárgyakat is találtak. Emellett ebből a korból is számos cseréptöredék, törökpipa és vastárgyak is származnak. A település a középkori forrásokban 1422-ben „Dolcz”, 1428-ban „Doolcz” 1454-ben „Dolyacz” alakban Orjava várának tartozékaként szerepel. 1454-ből származik V. László magyar király oklevele, mely a Kórógyiakat erősíti meg többek között Dolac birtokában. Ezután radváczi Velikay Istváné, aki 1535-ben Tahy Istvánnak adta zálogba.
Dolac határában állnak Éleskő (horvátul Oštri Kamen, Brestovac, Turski grad) várának romjai. A várat 1436-tól említik, ekkor a Bresztolci (Szentmártoni) családé volt. 1525-ben II. Lajos magyar király Dessewffy Ferencet erősítette meg a birtokában. Egy későbbi okiratban „castrum Brewsthowcz, alio nomine Eleskew” alakban szerepel, mely azt látszik igazolni, hogy a történeti forrásokban említett Beresztóc vára Éleskővel azonos. A 16. században az uradalom birtokosai közül még Tahy Istvánt és radvánczi Velikay István ismerjük, akinek nemesi kúriája is volt a településen. A török 1532-ben szállta meg a települést, mely a Pozsegai szandzsák része lett. A török uralom idején katolikus és muzulmán hitre áttért horvátok lakták. Az 1545-ös török defterben az orjavai náhije részeként 10 házzal szerepel, melyből csak egy volt katolikusé, egy Bíró nevű emberé, a többit muzulmánok lakták. A török uralom végén a muzulmánok 1687-ben Boszniába távoztak.
1698-ban „Dolacz” néven 4 portával szerepel a török uralom alól felszabadított szlavóniai települések összeírásában.
Az első katonai felmérés térképén „Dorf Dolacz” néven látható. Lipszky János 1808-ban Budán kiadott repertóriumában „Dolácz” néven szerepel. Nagy Lajos 1829-ben kiadott művében „Dolacz” néven 25 házzal és 158 katolikus vallású lakossal találjuk. 1857-ben 144, 1910-ben 237 lakosa volt. 1910-ben a népszámlálás adatai szerint teljes lakossága horvát anyanyelvű volt. Pozsega vármegye Pozsegai járásának része volt. Az első világháború után 1918-ban az új szerb-horvát-szlovén állam, majd később (1929-ben) Jugoszlávia része lett. 1976-ban kapott elektromos áramot. 1991-ben lakosságának 99%-a horvát nemzetiségű volt. 2011-ben 203 lakosa volt.

## Lakossága
| Lakosság változása | Lakosság változása | Lakosság változása | Lakosság változása | Lakosság változása | Lakosság változása | Lakosság változása | Lakosság változása | Lakosság változása | Lakosság változása | Lakosság változása | Lakosság változása | Lakosság változása | Lakosság változása | Lakosság változása | Lakosság változása |
| ------------------ | ------------------ | ------------------ | ------------------ | ------------------ | ------------------ | ------------------ | ------------------ | ------------------ | ------------------ | ------------------ | ------------------ | ------------------ | ------------------ | ------------------ | ------------------ |
| 1857               | 1869               | 1880               | 1890               | 1900               | 1910               | 1921               | 1931               | 1948               | 1953               | 1961               | 1971               | 1981               | 1991               | 2001               | 2011               |
| 144                | 168                | 166                | 201                | 233                | 237                | 228                | 279                | 275                | 265                | 241                | 235                | 220                | 191                | 178                | 203                |

## Nevezetességei
Éleskő várának romja a falutól 6 km-re egy érdekes alakú, észak-dél irányú hegygerinc déli végében helyezkedik el. A vár a déli magasabb környezettől mélyebben fekszik, ezért ebből az irányból mintegy 6 méter magas sánccal és árokkal tették védhetőbbé. Az árok északi oldalán mintegy 8 méter magas sziklatömbre épült a vár, melynek területe nagyon kicsi. A déli oldal védelmét a déli fal kialakítása és az alatta kiképzett falszoros is erősítette. A védelmét nyugati és keleti oldalról a hegynyereg meredeksége biztosítja, míg északról a terepviszonyok miatt gyakorlatilag támadhatatlan volt. A vár nyugati falában ma is jól látható egy nagyméretű ablaknyílás. A várudvart egy sáncformában fennmaradt fal zárja körbe. Ettől északra, kissé lejjebb egy kisebb plató található, mely egy penge-szerűen elkeskenyedő gerincben folytatódik. Ennek a végében egykor őrtorony állhatott, melyből a Nova Gradiskáról Pozsegára vezető utat lehetett szemmel tartani.
A Pozsegai-völgység nyugati részén, Dolactól délre, a Kuzma nevű erdős területen kör alakú alaprajzú, félköríves apszissal ellátott szakrális épület alapjait találták. A leletek épületmaradványokból és kerámiatöredékekből, freskókból, csontvázas sírokból, a templom vésett képével ellátott sírkőből és egy feliratos kő töredékéből állnak. Dolac közelsége miatt feltételezhető, hogy egy hűbérúr udvari kápolna állt itt. Kuzma lakosságának emlékezete szerint a kutatás során feltárt leleteket a 12. végén és a  13. század elején épített, Szent Kozma és Damján vértanúk tiszteletére épített templom maradványainak tulajdonították.